# Jaipal Singh
Jaipal Singh Munda (Khooty, 3 gennaio 1903 – Delhi, 20 marzo 1970) è stato un hockeista su prato e politico indiano.

## Biografia
Ha partecipato all'edizione di Amsterdam 1928 dei giochi olimpici conquistando la medaglia d'oro con la nazionale di hockey su prato dell'India.
Alla sua attività sportiva unì quella politica: fu tra l'altro membro dell'Assemblea costituente dell'India.

## Palmarès
Olimpiadi
- 1 medaglia:
  - 1 oro (Amsterdam 1928)